# Haus am Schwanenteich

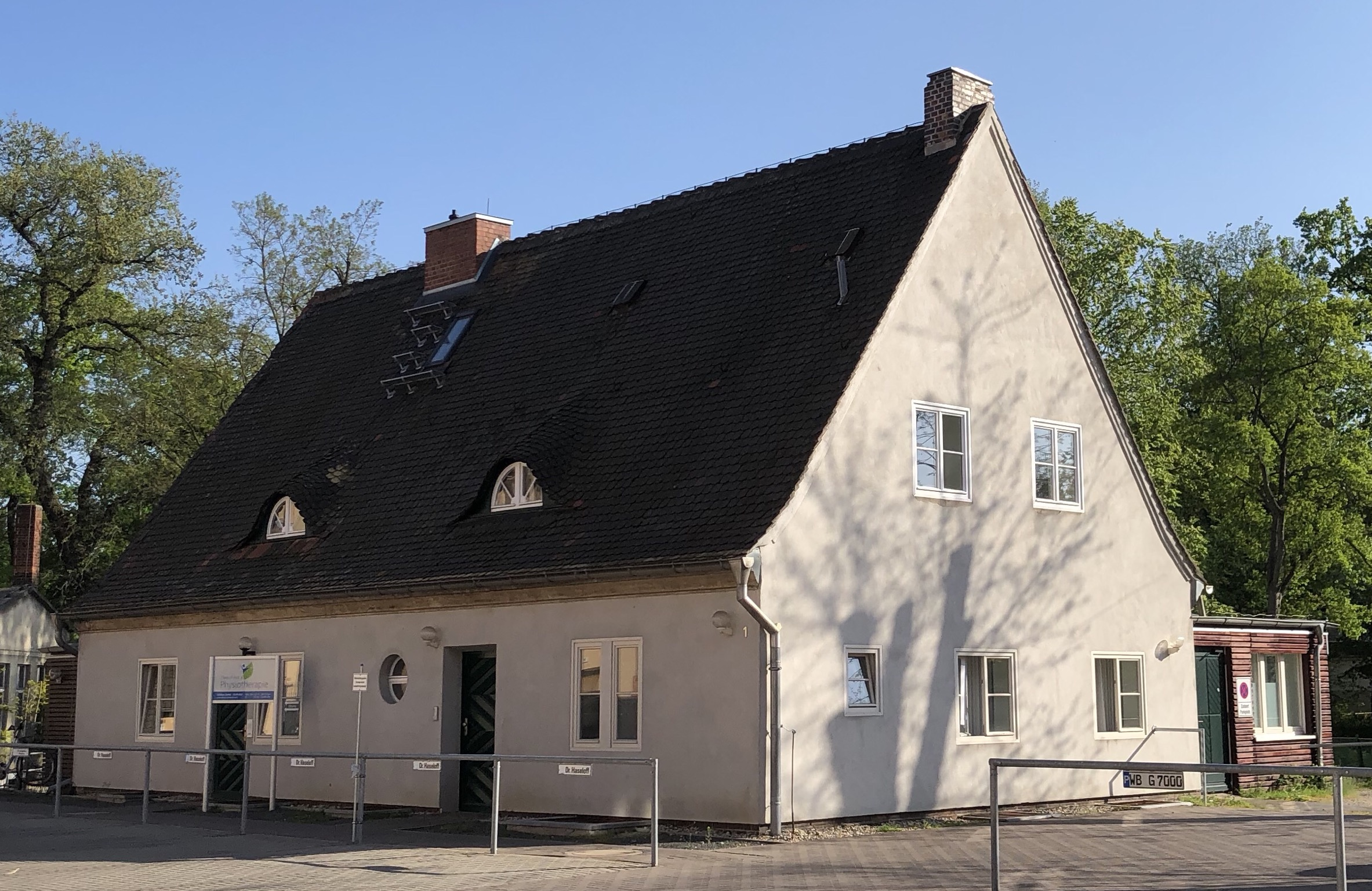
Haus am Schwanenteich

Das Haus am Schwanenteich ist ein denkmalgeschütztes Wohnhaus in der Lutherstadt Wittenberg in Sachsen-Anhalt.
Es befindet sich nördlich der Altstadt der Lutherstadt Wittenberg auf der Ostseite der Straße Am Schwanenteich an der Adresse Am Schwanenteich 1. Nördlich verläuft die Lutherstraße, auf der Hofseite der dortigen Bebauung das Gebäude entstand. Westlich liegt der Schwanenteich. Auf der gegenüber liegenden Straßenseite befindet sich das Flüchtlingsschiff Nr. 653.
Das Haus wurde in der Zeit um das Jahr 1930 als Wohnhaus eines Arztes samt Praxis errichtet. Es gilt als Beispiel des Heimatstils in der für die Region typischen Gestaltung.
Im örtlichen Denkmalverzeichnis ist das Wohnhaus unter der Erfassungsnummer 094 35497 als Baudenkmal verzeichnet.